# FC Bayern München
FC Bayern München är en fotbollsklubb i München i Bayern i Tyskland, grundad den 27 februari 1900.
Bayern München är Tysklands mest framgångsrika klubb genom tiderna. Efter att 1965 ha tagit klivet upp i Bundesliga har Bayern München dominerat tysk fotboll de senaste decennierna med ligatitlar, cuptitlar och stora framgångar i Europacuperna.

## Historia

### Från grundande till storlag (1900–1969)
FC Bayern München grundades den 27 februari 1900 men har sitt ursprung i MTV 1879 München. Det var efter en kontrovers med klubbledningen i MTV 1879 som fotbollsspelarna i klubben valde att starta en egen förening. Det var svårt att få ekonomin att gå ihop och klubben valde därför att gå med i klubben Münchner SC 1906. Efter första världskriget fanns ingen verksamhet i Münchner SC kvar och Bayern München-spelare gick istället med i TV Jahn München som blev TSV Jahn München. Fotbollslaget spelade dock under namnet FC Bayern München och 1923 blev klubben en självständig förening.
1932 vann Bayern München sitt första tyska mästerskap efter finalseger mot Eintracht Frankfurt. Det första mästarlaget bestod av Josef Lechler, Sigmund Haringer, Conrad Heidkamp, Robert Breindl, Ludwig Goldbrunner, Ernst Nagelschmitz, Josef Bergmaier, Franz Krumm, Oskar Rohr, Hans Schmidt och Hans Welkerd. I Bayern var dock 1. FC Nürnberg och SpVgg Fürth de dominerande fotbollsklubbarna under 1920- och 1930-talen.

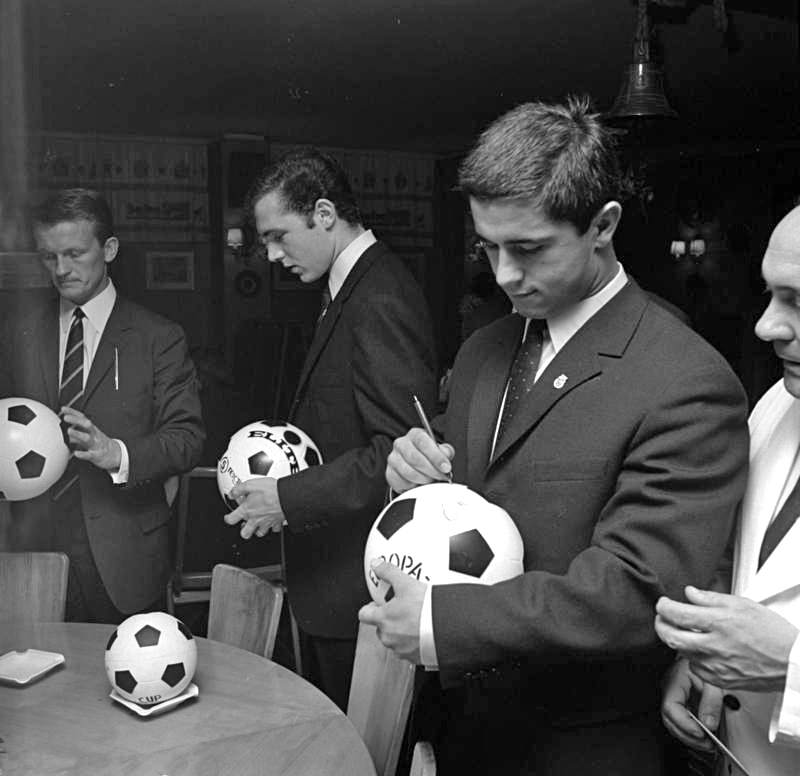
Bayern München 1967: Werner Olk, Franz Beckenbauer, Gerd Müller.

Den första stora framgången sedan mästerskapet 1932 kom när klubben vann DFB-Pokal 1957 efter finalseger mot Fortuna Düsseldorf. Bayern spelade i den regionala högsta-ligan Oberliga Süd och hade landslagsspelare som Hans Bauer och Herbert Erhardt i laget. På 1950-talet var TSV 1860 München storlaget i München-området. Bayern München kvalificerade sig för Bundesliga våren 1965 som mästare i Regionalliga Süd. Under de första åren där var TSV 1860 München och 1. FC Nürnberg de ledande lagen i Bayern, men efter Bayern Münchens ligaguld 1969 ändrade sig detta.
Med en rad unga talanger som skulle växa ut till världsspelare kunde Bayern München i slutet av 1960-talet fira flera liga- och cupguld. De stora namnen var Franz Beckenbauer, Gerd Müller, Sepp Maier och Hans-Georg Schwarzenbeck som även blev firade landslagsstjärnor. 1965 gick laget upp i Bundesliga och kunde direkt etablera sig i toppen via en tredjeplats under den första säsongen, och blev samma säsong tyska cupmästare under tränaren Cajkovski. Beckenbauer var en av stjärnorna under VM i England 1966 där Västtyskland tog silver.
1967 följdes detta upp med den historiska segern i Cupvinnarcupen efter finalseger mot Glasgow Rangers i Nürnberg. 1969 vann klubben för första gången ligan och blev tyska mästare för andra gången sedan 1932. I Mexiko-VM 1970 spelade Bayerns spelare Sepp Maier, Franz Beckenbauer och Gerd Müller nyckelroller i Västtysklands lag som tog brons.

### 1970-talet och resten av seklet
Under 1970-talet nådde Bayern München nya triumfer i Europa. De största segrarna var de tre raka segrarna i Europacupen för mästarlag 1974–1976. Bayern var det första tyska laget som vann Europacupen. Den första segern kom efter omspel mot Atletico Madrid där Bayern vann med 4–0. Tränaren Udo Lattek var arkitekten bakom de stora framgångarna. När Lattek lämnade Bayern tog Dettmar Cramer över och ledde laget till segern i Europacupen 1976 och den påföljande finalsegern i Världscupen. I laget spelade bland andra Beckenbauer, Gerd Müller, Hans-Georg Schwarzenbeck, och bland de yngre spelarna fanns Paul Breitner och Uli Hoeness.
Laget dominerade tillsammans med Borussia Mönchengladbach Bundesliga under 1970-talet. I VM-finalen 1974 var hela sex spelare i det västtyska laget från Bayern München. Matcherna som spelades mellan Borussia Mönchengladbach och Bayern München med några av tysk fotbolls allra största spelare ses idag som klassiska. Efter 1976 försvann flera av de mest tongivande spelarna, bland dem Beckenbauer, vilket gjorde att klubben inte längre kunde dominera på samma sätt. Hamburger SV blev den stora utmanaren och erövrade bland annat ligatiteln 1979.
Redan 1980 blev dock Bayern München tyska mästare igen. Paul Breitner, som återvänt efter en tid i Real Madrid och Eintracht Braunschweig var tillsammans med Karl-Heinz Rummenigge ledargestalterna i laget. 1982 tog sig Bayern på nytt till final i Europacupen för mästarlag men förlorade mot engelska Aston Villa. Under den gamle storspelaren Uli Hoeness ledarskap befäste klubben sin ställning som ledande inom tysk fotboll. I mitten av 1980-talet markerade klubben sin önskan om en dominerade position genom värvningen 1984 av Lothar Matthäus från konkurrenten Borussia Mönchengladbach. 1985, 1986 och 1987 vann Bayern åter ligan och vid samma tid tog SV Werder Bremen över som "Bayern-utmanaren" men Bayern drog ofta det längsta strået. Dominansen på hemmaplan kunde emellertid inte omsättas internationellt. 1987 nådde klubben som storfavorit finalen i Europacupen för mästarlag men förlorade mot sensationen Porto i Wien.

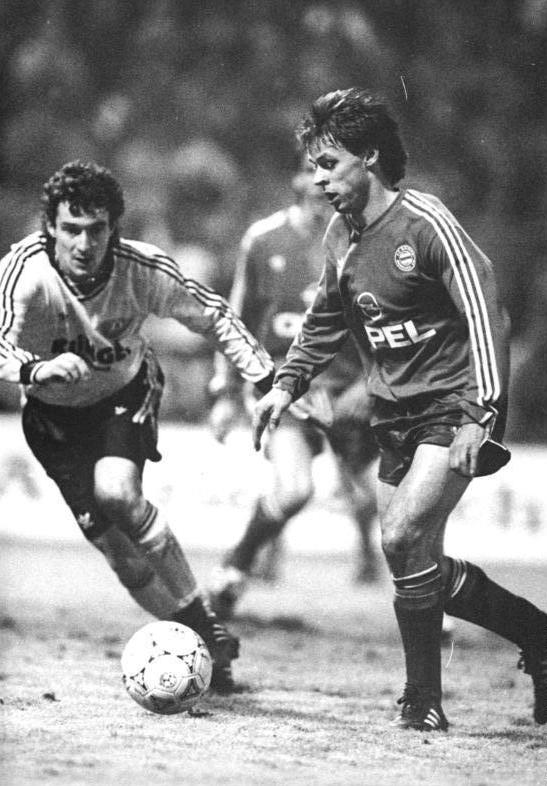
FC Bayern München mot Dynamo Dresden 1990.

I början av 1990-talet missade klubben ligatiteln tre år i rad, och en tiondeplats 1992 blev en större flopp. 1991 nådde Bayern semifinal i Europacupen för mästarlag men förlorade mot de blivande mästarna Röda stjärnan. 1994, 1997 och 1999 däremot blev laget tyska mästare igen och kunde på allvar även hävda sig internationellt. 1996 vann Bayern München Uefacupen vilket var lagets första turneringsseger i europacuperna på 20 år. I laget fanns den från Inter återbördade stjärnan Lothar Matthäus tillsammans med en rad landslagsmän som samma år vann EM-guld för Tyskland: Jürgen Klinsmann, Thomas Helmer, Christian Ziege, Mehmet Scholl och Oliver Kahn. Under samma tid blev laget känt under öknamnet FC Hollywood för den hätska stämningen i laget mellan de många stjärnorna.
Bayern bytte ofta tränare och hade bland andra meriterade tränare som Otto Rehhagel och Giovanni Trapattoni. Den gamla storstjärnan Franz Beckenbauer hoppade in som tränare 1994 och 1996. Borussia Dortmund dominerande vid den här tiden genom sina dubbla ligasegrar och seger i Champions League 1997, men 1998 kom en avgörande förändring när Bayern värvade Ottmar Hitzfeld som tränare och klubben blev på nytt dominanta i Tyskland. 1999 nådde Bayern finalen i Champions League och var ytterst nära att vinna; en tidig ledning förbyttes i förlust och Manchester United vann finalen efter två mål på övertid. I ligan kunde laget dominera och vann ligan överlägset. I laget fanns som vanligt stjärnor där mittfältarna Stefan Effenberg och Mario Basler utmärkte sig liksom den målfarlige anfallaren Giovane Elber.

### 2000-talet och framåt
2001 tog klubben för första gången på 25 år en Champions League-titel, efter straffseger mot Valencia där målvakten Oliver Kahn spelade en avgörande roll, och samma år vann klubben även ligan. Bayern München följde andra europeiska fotbollsklubbar och valde 2002 att bolagisera. Klubbens proffsfotboll hamnade i aktiebolaget FC Bayern München AG. I bolaget var, precis som i föreningen, Franz Beckenbauer, Karl-Heinz Rummenigge och Uli Hoeness de ledande personerna.
2003 vann Bayern München både ligan och cupen. En följd av den missade titeln 2004 blev att Ottmar Hitzfeld lämnade tränarposten och ersattes av VfB Stuttgarts succétränare Felix Magath. Magath ledde tillbaka klubben på framgångsspåret med dubbla titlar (ligan och cupen) 2005 och 2006. Bayern München blev den första klubben att försvara både cupen och titeln under samma säsong. Bland spelarna märktes Bastian Schweinsteiger, Philipp Lahm och Lukas Podolski. 2007 lämnade Felix Magath posten som tränare efter svaga resultat i ligan. I Uefacupen 2007/2008 var Bayern tippat att vinna hela turneringen men mötte oväntat hårt motstånd av Zenit Sankt Petersburg i semifinalen, som ryssarna också vann med hela 4–0 (vilka senare vann hela turneringen). 

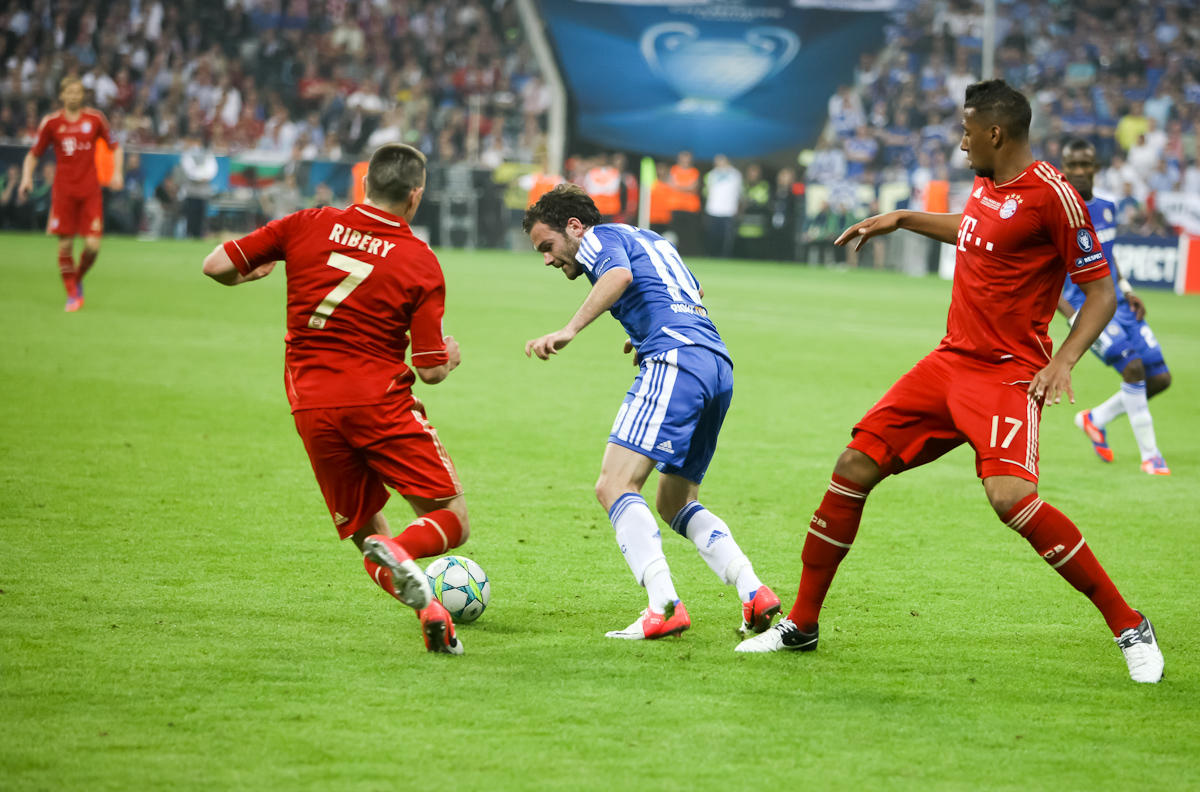
Ribéry (vänster), Juan Mata (mitten) och Boateng (höger) i Champions League-finalen 2012.

Säsongen 2009/2010 kom laget till final i Champions League, med Louis van Gaal som tränare och Arjen Robben och Franck Ribery i spetsen, men förlorade med 0–2 mot italienska Inter. Klubben vann däremot Bundesliga för 22:a gången, och även tyska cupen för 15:e gången. Säsongen 2011/2012 vann klubben ingen titel, men kom tvåa i både ligan och cupen. I Champions League gick Bayern vidare till finalen på hemmaplan mot Chelsea, men förlorade efter straffsparksavgörande (1–1 vid full tid) där Chelseas Didier Drogba hamnade i centrum.

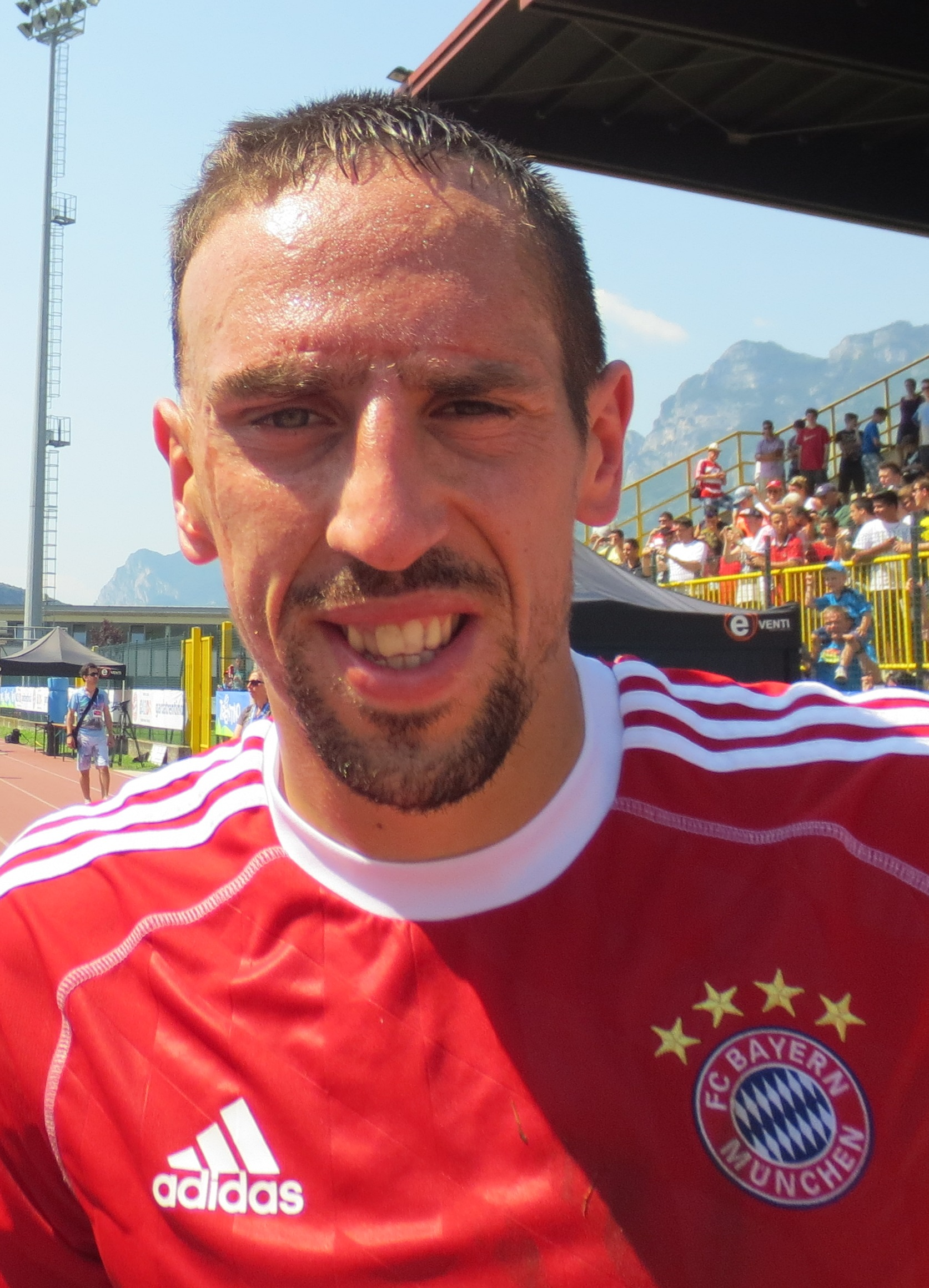
Franck Ribéry 2013.

Säsongen 2012/2013 säkrade laget ligatiteln tidigt i april, och i maj slog Bayern ut Barcelona ur Champions League med totalt 7–0 (4–0 hemma och 3–0 borta) vilket var en rekordmarginal i semifinalerna. I den heltyska finalen på Wembley den 25 maj vann Bayern med 2–1 mot Borussia Dortmund efter att Arjen Robben gjort matchens sista mål i den 89:e minuten. Det var Bayerns tredje final på fyra år och den första Champions League-finalen som spelades mellan två tyska lag. Dessutom vann Bayern München tyska cupen efter att ha vunnit mot VfB Stuttgart med 3–2, och detta innebar att Bayern tog trippeln säsongen 2012/2013 som första tyska lag någonsin.
Efter säsongens slut meddelade Jupp Heynckes att han slutade som tränare och gick i pension. Han ersattes av Pep Guardiola som tidigare varit tränare för Barcelona. Klubben hade chansen att vinna tyska supercupen, men Borussia Dortmund vann detta inbördesmöte med 4–2. I supercup-finalen mötte Bayern München Chelsea, men vann denna gång straffsparksläggningen och tog därmed den fjärde titeln för året. Detta var Bayern Münchens första Uefa supercup-titel och även första gången ett tyskt lag vann titeln. I och med finalsegern i VM för klubblag 2013 lyckades Bayern vinna 5 av 6 möjliga titlar år 2013.

Laget kunde redan i mars 2014 säkra ligatiteln för säsongen 2013/2014. I semifinalen i Champions League mot Real Madrid åkte laget ut med totalt 0–5; 0–4 på hemmaplan var Bayern sämsta resultat någonsin på hemmaplan i Europacup-spelet. Säsongen därefter säkrade klubben dock ligatiteln för tredje säsongen i rad. Bayern fick en del tunga skador som gjorde det svårt i slutet av säsongen. Det bidrog bland annat till att de blev utslagna av Borussia Dortmund på straffsparkar i semifinalen i tyska cupen.

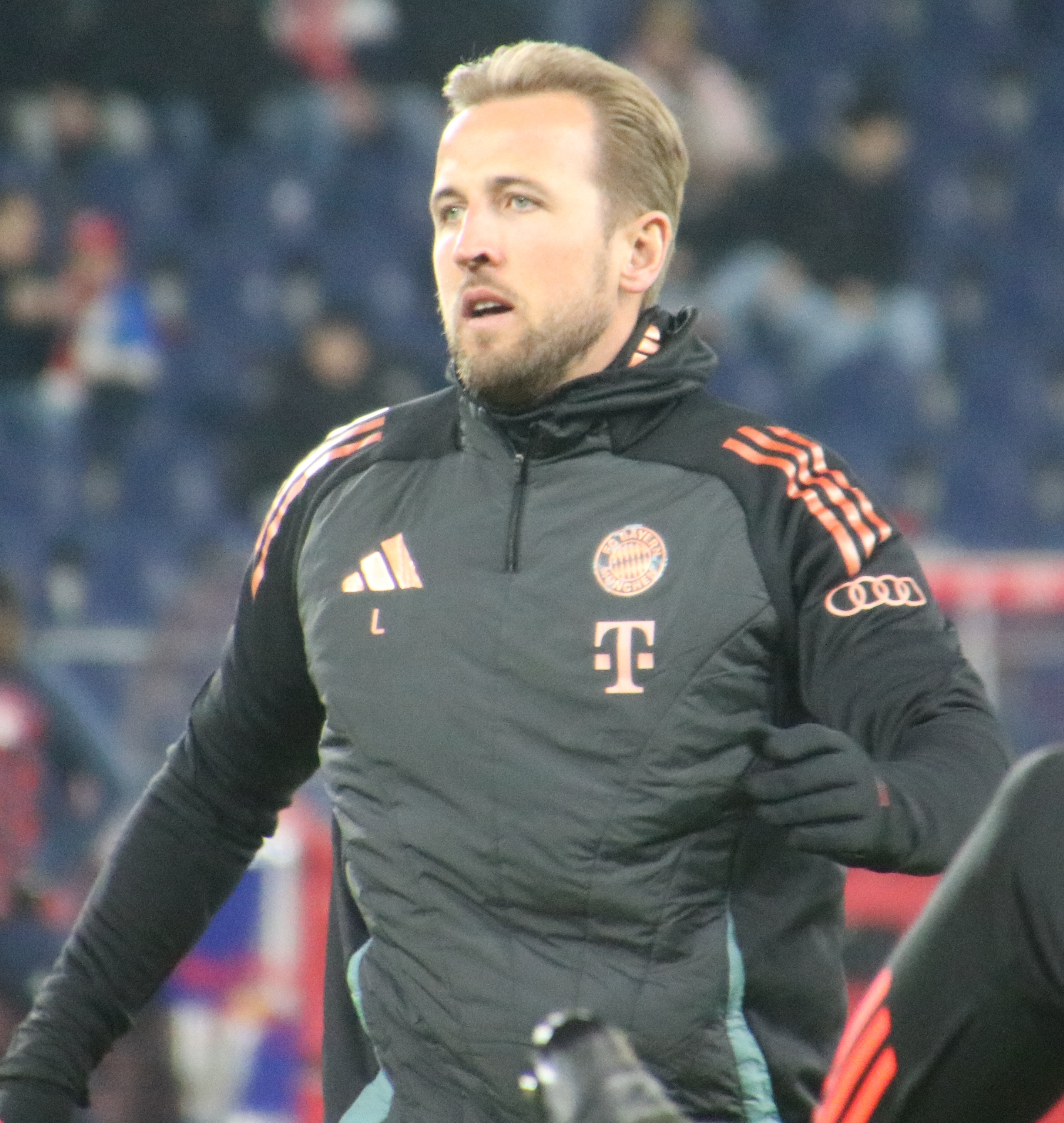
Bayern München värvade stjärnanfallaren Harry Kane från Tottenham 2023.

## Bayern Münchens arenor

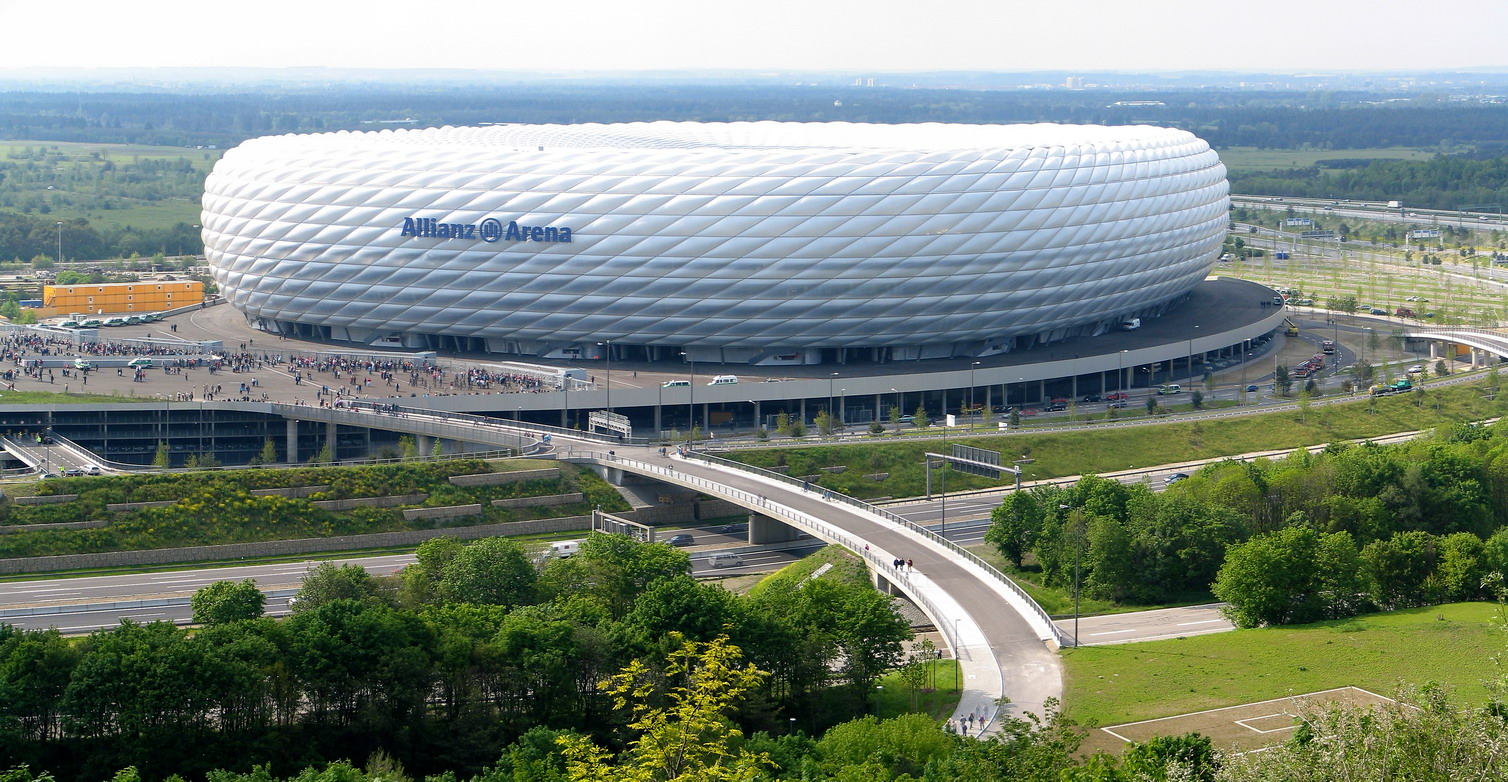
Allianz Arena har inneburit att Bayern har en av Europas modernaste arenor.

En viktig satsning för Bayern München var byggandet av Allianz Arena tillsammans med TSV 1860 München. Klubben hade under många år fört diskussioner med Münchens stad om att utveckla Olympiastadion som för Bayern Münchens ändamål blivit otidsenlig. Parterna kom inte överens och Bayern och 1860 valde att gå sin egen väg och bygga nytt, där Allianz Arena stod klar 2005.
När Bayern spelar på arenan lyser den i rött, när 1860 München spelar lyser den blått och om landslaget spelar lyser den vit.
Bayern Münchens spelade 1972–2005 på Münchens Olympiastadion, och innan dess spelade laget på Stadion an der Grünwalder Strasse.

## Rivaler
Bayern Münchens största rivaler anses vara Schalke 04 och Borussia Dortmund. Lagens fans har inte mycket till övers för varandra och matcherna tillhör de mest upphaussade i Bundesliga. Anledningen är framförallt skillnaderna i bakgrund och att lagen ofta tävlat i toppen av Bundesliga. I München finns också en rivalitet mellan TSV 1860 München och Bayern München men lagen samarbetar ofta och många spelare har gått mellan klubbarna.

## Matchställ
Bayern München har genom åren haft flera olika matchställ som skiftat i färger och utseende. Vid debuten i Bundesliga hade laget en vit matchtröja men gick senare över till en helröd variant. Den helröda matchtröjan tillsammans med röda byxor är det matchställ Bayern München använt sig mest av genom åren. Från början av 1970-talet har klubben en huvudsponsor på tröjan, den första var Adidas.
Bayern München har även haft en randig tröja med blå och röda ränder. 2000 var klubbtröjan röd med mörkblå ärmar. Under senare år har laget också haft speciella tröjor för Europacupspelet; bland annat en silverfärgad tröja med vinröda inslag och en svart med röda inslag. 2025-2026 hemmaställ är rött och vitt i lite snirkliga former.
Tröjsponsorer genom åren har bland andra varit Magirus-Deutz, Commodore och Opel. 2015 är Deutsche Telekom tröjsponsor.

## Spelare

### Spelartruppen
Uppdaterad per den 15 augusti 2021
| 1  | Tyskland | Manuel Neuer    | 27 mars 1986    | Schalke 04 (-11)  |
| 26 | Tyskland | Sven Ulreich    | 3 augusti 1988  | Hamburg (-21)     |
| 35 | Tyskland | Johannes Schenk | 13 januari 2003 | FC Bayern München |

| 2  | Frankrike     | Dayot Upamecano   | 27 oktober 1998  | RB Leipzig (-21)          |
| 4  | Nederländerna | Matthijs de Ligt  | 12 augusti 1999  | Juventus (-22)            |
| 5  | Frankrike     | Benjamin Pavard   | 23 mars 1996     | Stuttgart (-19)           |
| 19 | Kanada        | Alphonso Davies   | 2 november 2000  | Vancouver Whitecaps (-18) |
| 20 | Senegal       | Bouna Sarr        | 31 januari 1992  | Marseille (-20)           |
| 21 | Frankrike     | Lucas Hernandez   | 14 februari 1996 | Atlético Madrid (-19)     |
| 23 | Frankrike     | Tanguy Kouassi    | 7 juni 2002      | Paris Saint-Germain (-20) |
| 40 | Marocko       | Noussair Mazraoui | 14 november 1997 | Ajax (-22)                |
| 44 | Kroatien      | Josip Stanišić    | 2 april 2000     | Fürstenfeldbruck (-17)    |

| 6  | Tyskland      | Joshua Kimmich   | 8 februari 1995  | RB Leipzig (-15)  |
| 8  | Tyskland      | Leon Goretzka    | 6 februari 1995  | Schalke 04 (-18)  |
| 14 | Tyskland      | Paul Wanner      | 23 december 2005 | FC Bayern München |
| 18 | Österrike     | Marcel Sabitzer  | 17 mars 1994     | RB Leipzig (-21)  |
| 28 | Kroatien      | Gabriel Vidović  | 1 december 2003  | FC Bayern München |
| 38 | Nederländerna | Ryan Gravenberch | 16 maj 2002      | Ajax (-22)        |

| 7  | Tyskland      | Serge Gnabry             | 14 juli 1995      | Werder Bremen (-17)       |
| 10 | Tyskland      | Leroy Sané               | 11 januari 1996   | Manchester City (-20)     |
| 11 | Frankrike     | Kingsley Coman           | 13 juni 1996      | Juventus (-15)            |
| 13 | Kamerun       | Eric Maxim Choupo-Moting | 23 mars 1989      | Paris Saint-Germain (-20) |
| 17 | Senegal       | Sadio Mané               | 10 april 1992     | Liverpool (-22)           |
| 25 | Tyskland      | Thomas Müller            | 13 september 1989 | FC Bayern München         |
| 32 | Nederländerna | Joshua Zirkzee           | 22 maj 2001       | Feyenoord (-17)           |
| 39 | Frankrike     | Mathys Tel               | 27 april 2005     | Rennes (-22)              |
| 42 | Tyskland      | Jamal Musiala            | 26 februari 2003  | Chelsea (-19)             |

### Utlånade spelare
| Nr | Land     | Pos | Namn                                         |
| -- | -------- | --- | -------------------------------------------- |
|    | Tyskland | MV  | Alexander Nübel (i Monaco till 30 juni 2023) |
|    | Tyskland | F   | Bright Arrey-Mbi (i Köln till 30 juni 2023)  |

| Nr | Land | Pos | Namn                                       |
| -- | ---- | --- | ------------------------------------------ |
|    | USA  | MF  | Malik Tillman (i Rangers till 31 maj 2023) |

### Spelarutmärkelser
| Årets spelare                            | Årets spelare          | Årets spelare          |
| Utmärkelse                               | Spelare                | År                     |
| ---------------------------------------- | ---------------------- | ---------------------- |
| Guldbollen Utdelad sedan 1956            | Karl-Heinz Rummenigge  | 1980, 1981             |
| Guldbollen Utdelad sedan 1956            | Franz Beckenbauer      | 1972, 1976             |
| Guldbollen Utdelad sedan 1956            | Gerd Müller            | 1970                   |
| Fussballer des Jahres Utdelad sedan 1960 | Robert Lewandowski     | 2020, 2021             |
| Fussballer des Jahres Utdelad sedan 1960 | Philipp Lahm           | 2017                   |
| Fussballer des Jahres Utdelad sedan 1960 | Jérôme Boateng         | 2016                   |
| Fussballer des Jahres Utdelad sedan 1960 | Manuel Neuer           | 2014                   |
| Fussballer des Jahres Utdelad sedan 1960 | Bastian Schweinsteiger | 2013                   |
| Fussballer des Jahres Utdelad sedan 1960 | Arjen Robben           | 2010                   |
| Fussballer des Jahres Utdelad sedan 1960 | Franck Ribéry          | 2008                   |
| Fussballer des Jahres Utdelad sedan 1960 | Michael Ballack        | 2003, 2005             |
| Fussballer des Jahres Utdelad sedan 1960 | Oliver Kahn            | 2000, 2001             |
| Fussballer des Jahres Utdelad sedan 1960 | Lothar Matthäus        | 1999                   |
| Fussballer des Jahres Utdelad sedan 1960 | Paul Breitner          | 1981                   |
| Fussballer des Jahres Utdelad sedan 1960 | Karl-Heinz Rummenigge  | 1980                   |
| Fussballer des Jahres Utdelad sedan 1960 | Sepp Maier             | 1975, 1977, 1978       |
| Fussballer des Jahres Utdelad sedan 1960 | Franz Beckenbauer      | 1966, 1968, 1974, 1976 |
| Fussballer des Jahres Utdelad sedan 1960 | Gerd Müller            | 1967,1969              |

### Kända spelare
- Klaus Augenthaler
- Michael Ballack
- Mario Basler
- Franz Beckenbauer
- Paul Breitner
- Ali Daei
- Sebastian Deisler
- Bernd Dreher
- Wolfgang Dremmler
- Stefan Effenberg
- Giovane Elber
- Dieter Hoeness
- Uli Hoeness
- Jorginho
- Oliver Kahn
- Philipp Lahm
- Thomas Linke
- Lothar Matthäus
- Gerd Müller
- Sepp Maier
- Jean-Marie Pfaff
- Franz Roth
- Karl-Heinz Rummenigge
- Hasan Salihamidzic
- Mehmet Scholl
- Hans-Georg Schwarzenbeck
- Bastian Schweinsteiger
- Robert Lewandowski

### Svenska spelare
- Nils-Eric Johansson
- Björn Andersson
- Patrik Andersson
- Jeffrey Aubynn
- Conny Torstensson
- Johnny Ekström
- Oscar Lewicki

## Tränare[8]
| Ålder            | Land                | Tränare            | Kom ifrån                    | ROLL                   |
| 24 februari 1965 | Tyskland            | Hans-Dieter Flick  | TSG Hoffenheim - 1 juli 2019 | Huvudtränare           |
| 28 april 1989    | Tyskland            | Danny Röhl         | Southampton - 6 augusti 2019 | Assisterande tränare   |
| 4 juni 1954      | Tyskland            | Hermann Gerland    | FC Bayern München II         | Assisterande tränare   |
| 10 augusti 1980  | Tyskland · Kroatien | Toni Tapalovic     | - kom 1 juli 2011            | Målvaktstränare        |
|                  |                     | Holger Broich      |                              | Konditionstränare      |
|                  |                     | Simon Martinello   |                              | Fitness tränare        |
|                  |                     | Egon Coordes       |                              | Chef analytiker        |
|                  |                     | Peter Schlösser    |                              | Rehabilitering tränare |
|                  |                     | Thomas Wilhelmi    |                              | Rehab tränare          |
|                  |                     | Klaus Augenthaler  |                              | Ungdomstränare         |
|                  |                     | Michael Cuper      |                              | Match analtyiker       |
|                  |                     | Michael Niemeyer   |                              | Match analytiker       |
|                  |                     | Vitus Angerer      |                              | Match analytiker       |
|                  |                     | Maximillian Schwab |                              | Match analytiker       |

| Ålder | Land     | Tränare            | Kom ifrån | ROLL      |
|       | Tyskland | Hasan Salihamidzic | -         | Sportchef |
|       | Tyskland | Kathleen Krüger    | -         | Lagledare |

### Tränare sedan 1965
- Vincent Kompany (2024-)
- Thomas Tuchel (2023–2024)
- Julian Nagelsmann (2021–2023)
- Hansi Flick (2019–2021)
- Niko Kovac (2018–2019)
- Jupp Heynckes (2017–2018)
- Carlo Ancelotti (2016–2017)
- Pep Guardiola (2013–2016)
- Jupp Heynckes (2011–2013)
- Louis van Gaal (2010–2011)
- Jupp Heynckes (2009)
- Jürgen Klinsmann (2008–2009)
- Ottmar Hitzfeld (2007–2008)
- Felix Magath (2004–2007)
- Ottmar Hitzfeld (1998–2004)
- Giovanni Trapattoni (1996–1998)
- Franz Beckenbauer (1996)
- Otto Rehhagel (1995–1996)
- Giovanni Trapattoni (1994–1995)
- Franz Beckenbauer (1994)
- Erich Ribbeck (1992–1993)
- Sören Lerby (1991–1992)
- Jupp Heynckes (1987–1991)
- Udo Lattek (1983–1987)
- Reinhard Saftig (1983)
- Pal Csernai (1979–1983)
- Gyula Lorant (1977–1979)
- Dettmar Cramer (1975–1977)
- Udo Lattek (1970–1975)
- Branco Zebec (1968–1970)
- Zlatko Cajkovski (1965–1968)

## Presidenter
- Franz Beckenbauer

## Övriga sektioner
Fotbollen är vad Bayern München är känt för men klubben har också andra sektioner.
- Bayern Münchens basketsektion grundades 1946. Klubben blev tyska mästare 1954, 1955 och 2014. 1968 vann klubben den tyska basketcupen. Basketsektionen har ca 250 medlemmar och 16 lag.
- Handbollssektionen grundades 1945 och har 250 medlemmar.
- Bayern München hade en ishockeysektion åren 1966–1969. Laget deltog i Bundesliga 19671969.
- Schacksektionen tillkom 1980 då schackklubben Anderssen Bavaria blev en del av Bayern München. Klubben har tagit nio tyska mästartitlar (1983, 1985, 1986, 1989, 1990, 1991, 1992, 1993 och 1995).

### Rivalerna
- Borussia Dortmund
- Werder Bremen
- FC Schalke 04
- TSV 1860 München
- Bayer 04 Leverkusen